# Shackelia Jackson

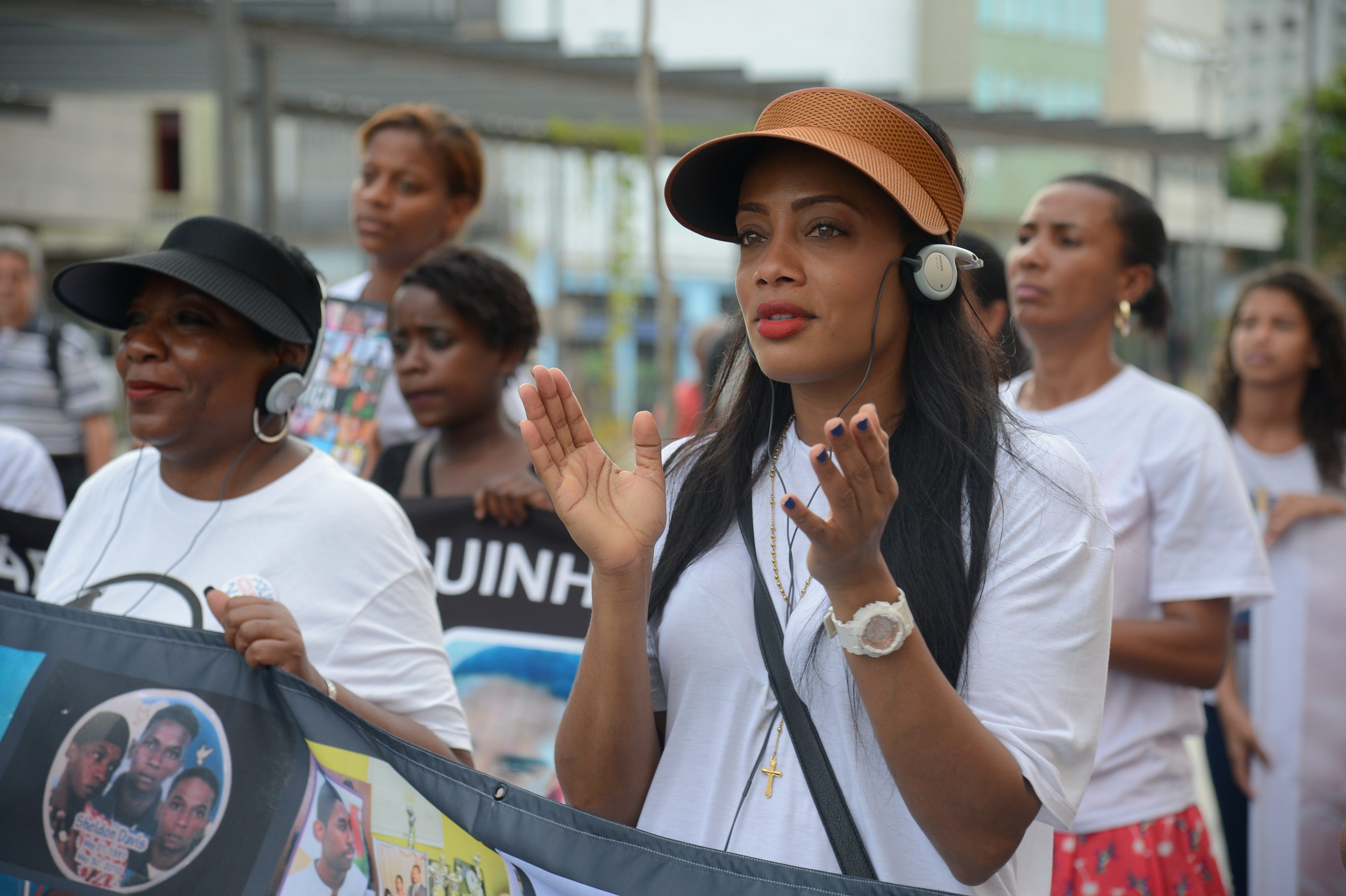
Shackelia Jackson op een manifestatie tegen politiegeweld in Rio de Janeiro.

Shackelia Jackson (Kingston, 27 september 1982) is een mensenrechtenactiviste, die campagne voert tegen politiegeweld en -moorden in Jamaica.

## Moord op Nakiea Jackson
Op 20 januari 2014 werd Shackelia’s broer Nakiea Jackson (27) tijdens zijn werk in een restaurant doodgeschoten door politieagenten. Ooggetuigen meldden dat Nakiea bezig was een lunch te bereiden voor de National Blood Bank toen een politieagent binnenkwam en twee keer op hem schoot. Nakiea werd aan zijn voeten naar buiten gesleurd en op de stoep gelegd. Vervolgens werd hij in de kofferbak van een politieauto gestopt en naar een ziekenhuis gebracht waar hij stierf. De autopsie wees uit dat Nakiea door de twee schotwonden is overleden.
Toen Nakiea werd beschoten, hoorde Shackelia de naam van haar broer roepen. Zij is toen naar het restaurant van Nakiea gerend. Haar eerste indruk was dat de zaak er normaal uitzag. Daarna zag ze de slippers van haar broer en bloedvlekken op de vloer. "Mijn hart stond stil. Mijn leven stopte die dag" zegt Shackelia. Ze sloot de winkel om te voorkomen dat de plaats delict besmet zou worden.
Er was een beroving gemeld. De politieagenten probeerden de man aan te houden die een pistool op hen had gericht. De politie was op zoek naar een overvaller met rastafari-look. Toen Nakiea Jackson op verzoek van de agenten de deur opende, gingen zij naar binnen en schoten hem dood. Omdat Nakiea dreadlocks had, ging de politie ervan uit dat hij de overvaller was. De politie zei dat een 9mm pistool was gevonden, maar ooggetuigen verklaarden dat Nakiea ongewapend was toen hij werd beschoten. Volgens Shackelia is haar broer onschuldig. Ze wil dat zijn dood wordt onderzocht en dat de dader wordt berecht. De zaak tegen de agent die Nakiea neerschoot, werd in 2016 opgeschort, omdat een van de hoofdgetuigen weigerde naar de rechtbank te komen. Volgens Amnesty International kwam dat uit angst voor wraakacties van de politie. Ook Shackelia en haar familie worden door de politie zwaar geïntimideerd. Zo wil die voorkomen dat zij hun acties voor gerechtigheid voortzetten.

## Actie voeren
Sinds de dood van Nakiea is Shackelia een uitgesproken activiste voor politiële en justiële hervorming in Jamaica, met name het optreden gericht tegen jonge mannen uit wijken met een laag inkomen. Ze heeft een jaar vrij van school genomen om via de Jamaicaanse rechtbanken te pleiten voor verandering: "we hebben wetswijzigingen en nieuwe wetboeken nodig om verantwoording en transparantie te waarborgen. De politie heeft nog steeds dezelfde training als in de jaren '60. Die training moet vernieuwd worden om aan te sluiten bij de maatschappij van de 21e eeuw.
In 2017 is Shackelia verkozen tot een van de tien 'mensenrechtenverdedigers' van Amnesty International. Zij voelde zich daardoor zeer bevoorrecht. Door deze verkiezing kon Shackelia niet alleen gerechtigheid voor haar broer zoeken, maar ook de benarde situaties van veel andere families benadrukken en onder de aandacht brengen wat echt gebeurd is in Jamaica.

## Politiegeweld in Jamaica
Jamaica heeft een van de hoogste misdaadcijfers in Noord- en Zuid-Amerika. Met 43 moorden per 100.000 inwoners alleen al in 2015 - doen alleen Honduras, El Salvador en Venezuela het nog slechter.
In de afgelopen twee decennia hebben de Jamaicaanse autoriteiten geprobeerd om de misdaadcijfers van het land te verlagen. Die harde aanpak resulteerde sinds 2000 in meer dan 3.000 moorden door de politie. Volgens Amnesty International zijn politieambtenaren verantwoordelijk voor 8% van de moorden gepleegd in Jamaica (2015). In 2017 steeg het aantal dodelijke slachtoffers door Jamaicaanse wetshandhavers tot een recordhoogte van 168. Dat zijn gemiddeld drie mensen per week (in een land van 2,8 miljoen mensen).